# Мазярня (Стальововольський повіт)
Мазярня (пол. Maziarnia) — село в Польщі, у гміні Боянув Стальововольського повіту Підкарпатського воєводства.
Населення — 421 особа (2011).
У 1975-1998 роках село належало до Тарнобжезького воєводства.

## Демографія
Демографічна структура станом на 31 березня 2011 року:
|          | Загалом | Допрацездатний вік | Працездатний вік | Постпрацездатний вік |
| -------- | ------- | ------------------ | ---------------- | -------------------- |
| Чоловіки | 221     | 50                 | 149              | 22                   |
| Жінки    | 200     | 44                 | 114              | 42                   |
| Разом    | 421     | 94                 | 263              | 64                   |